# Розумний електронний пристрій
В електроенергетичній галузі промисловості розумний електронний пристрій ( IED ) — це комплексний мікропроцесорний регулятор навантаження енергосистеми, такий як, наприклад, автоматичні вимикачі, трансформатори та конденсаторні блоки.

## Опис
Розумні електронні пристрої отримують дані від датчиків і енергообладнання, та можуть посилати команди керування. Наприклад, вони можуть відключати автоматичні вимикачі при виявленні відхилень параметрів електричної напруги, струму чи частоти, або підвищувати/опускати положення кранів, щоб підтримувати бажаний рівень напруги. До поширених типів розумних електронних пристроїв належать захисні релейні пристрої, контролери перемикачів РПН, контролери автоматичних вимикачів, перемикачі конденсаторних блоків, контролери повторного вмикання, регулятори напруги тощо. Зазвичай це контролюється файлом налаштувань. Тестування файлів налаштувань є, як правило, одним з найбільш трудомістких завдань тестувальника захисту.
Реле захисту мікропроцесорного типу — це переважно розумні електронні пристрої, які використовують мікропроцесор для виконання кількох захисних, контрольних і подібних до цього функцій. Типовий розумний електронний пристрій може містити в собі приблизно 5–12 функцій захисту, 5–8 функцій керування, які контролюють окремі пристрої, функцію автоматичного повторного вмикання, функцію самоконтролю, функції зв'язку тощо. 
Деякі сучасні розумні електронні пристрої розроблені для підтримки стандарту автоматизації підстанцій IEC 61850, які забезпечують функціональну сумісність та розширені комунікаційні можливості.
Розумні електронні пристрої використовуються як більш сучасна альтернатива або доповнення до установки з традиційними віддаленими терміналами. На відміну від терміналів, вони поєднані з механізмами, якими керують, і пропонують стандартизований набір вимірювальних і контрольних точок, що є легшими в налаштовуванні й потребують менше кабелів. Більшість розумних електронних пристроїв мають комунікаційний порт і вбудовану підтримку стандартних протоколів зв'язку (DNP3, IEC104 або IEC61850), тому вони можуть спілкуватися безпосередньо з системою SCADA або програмованим логічним контролером підстанції. Крім того, вони можуть бути підключені до віддалених терміналів підстанції, яка виконує роль посередника на шляху до сервера SCADA.